# Avril 1771
Cette page présente les faits marquants du mois d'avril 1771.

## Naissances
- 21 avril : Népomucène Lemercier, poète français († 7 juin 1840).
- 29 avril : Pierre-François-Xavier Bouchard, militaire français, découvreur de la Pierre de Rosette, († 5 août 1822).